# San Giuseppe (quartier de Monza)
Pour les articles homonymes, voir San Giuseppe.

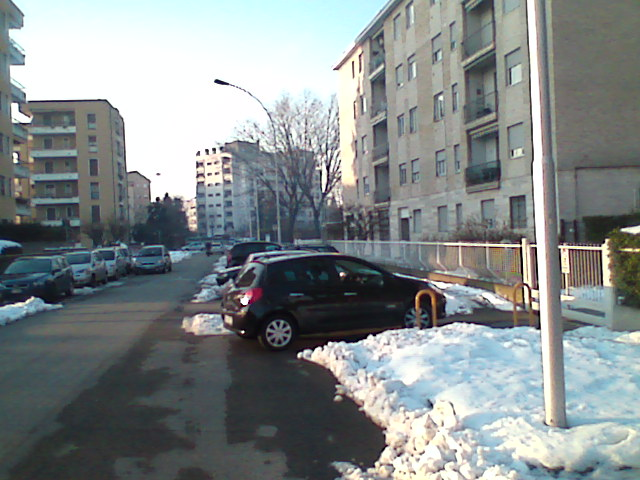
Monza : La Via Puglia dans le quartier de San Giuseppe

San Giuseppe (en lombard, San Giusép) est un quartier de la ville lombarde de Monza, chef-lieu de la nouvelle province de Monza et de la Brianza, dans le nord de l'Italie.